# فاليريو بيرتوتو
فاليريو بيرتوتو (بالإيطالية: Valerio Bertotto)‏ (15 يناير 1973 بتورينو في إيطاليا - ) هو لاعب كرة قدم إيطالي في مركز الدفاع. شارك مع منتخب إيطاليا لكرة القدم. أما مع النوادي، فقد لعب مع نادي ألساندريا ونادي أودينيزي ونادي سيينا ونادي فينيزيا.

## وصلات خارجية
- فاليريو بيرتوتو على موقع الاتحاد الأوربي (الإنجليزية)
- فاليريو بيرتوتو على موقع قاعدة بيانات كرة القدم.إي يو (الإنجليزية)
- فاليريو بيرتوتو على موقع ناشيونال فوتبول تيمز (الإنجليزية)